# Герлонг (Каліфорнія)
Герлонг (англ. Herlong) — переписна місцевість (CDP) в США, в окрузі Лассен штату Каліфорнія. Населення — 237 осіб (2020).

## Географія
Герлонг розташований за координатами 40°8′31″ пн. ш. 120°8′23″ зх. д. / 40.14194° пн. ш. 120.13972° зх. д. (40.141883, -120.139776).  За даними Бюро перепису населення США в 2010 році переписна місцевість мала площу 4,22 км², уся площа — суходіл.

## Демографія
Згідно з переписом 2010 року, у переписній місцевості мешкало 298 осіб у 116 домогосподарствах у складі 66 родин. Густота населення становила 71 особа/км².  Було 139 помешкань (33/км²).
Расовий склад населення:
| - 62,8 % — білих - 12,8 % — чорних або афроамериканців - 5,4 % — корінних американців - 1,0 % — вихідців з тихоокеанських островів - 0,3 % — азіатів - 3,0 % — осіб інших рас |

До двох чи більше рас належало 14,8 %. Частка іспаномовних становила 15,4 % від усіх жителів.
За віковим діапазоном населення розподілялося таким чином: 30,5 % — особи молодші 18 років, 66,5 % — особи у віці 18—64 років, 3,0 % — особи у віці 65 років та старші. Медіана віку мешканця становила 31,5 року. На 100 осіб жіночої статі у переписній місцевості припадало 101,4 чоловіків;  на 100 жінок у віці від 18 років та старших — 97,1 чоловіків також старших 18 років.
Середній дохід на одне домашнє господарство  становив 49 033 долари США (медіана — 48 214), а середній дохід на одну сім'ю — 50 753 долари (медіана — 45 000). Медіана доходів становила 21 250 доларів для чоловіків та 38 438 доларів для жінок. За межею бідності перебувало 11,7 % осіб, у тому числі 11,6 % дітей у віці до 18 років та 0,0 % осіб у віці 65 років та старших.
Цивільне працевлаштоване населення становило 93 особи. Основні галузі зайнятості: публічна адміністрація — 55,9 %, мистецтво, розваги та відпочинок — 11,8 %, науковці, спеціалісти, менеджери — 10,8 %.